# Ростовцев, Виктор Семёнович
Виктор Семёнович Ростовцев (3 марта 1923, село Знаменское, Дальневосточная область — 10 сентября 2007, Санкт-Петербург) — советский театральный актёр, режиссёр, народный артист РСФСР (1973).

## Биография
Виктор Семёнович Ростовцев родился 3 марта 1923 года в селе Знаменское Дальневосточной области (сейчас Советская Гавань, Хабаровский край) в рабочей семье. Воспитывался отчимом, поляком по происхождению, Станиславом Малиновским. В 1930 году за отказ вступить в рыбколхоз семья была репрессирована, сослана в Читинскую область на лесозаготовки. Детство и юность прошли в лагерных условиях, школу окончил в посёлке Сиваки.
В марте 1941 года был призван в армию и направлен на границу с Китаем, участвовал в Советско-японской войне и разгроме Квантунской армии.
В 1947 году был принят в Читинский областной драматический театр актёром вспомогательного состава. В 1949 году окончил театральную студию в Чите. Работал в театрах Благовещенска, Улан-Удэ, Якутска.
В 1963—1966 годах выступал в Иркутском драматическом театре.
С 1966 года работал в труппе Калининского областного драматического театра. В 1971—1972 годах был главным режиссёром. Сыграл более 30 ролей.
С 1977 года был актёром Ленинградского театра имени Ленинского комсомола (с 1991 года театр «Балтийский дом»). Лучшими его ролями были Пушкин, Эзоп, Ленин, а также галерея шекспировских героев: Гамлет, шут и король Лир, Ричард III.
Умер 10 сентября 2007 года в Санкт-Петербурге. Похоронен на Ковалёвском кладбище.

## Награды и премии
- Медаль «За отвагу» (СССР) за участие в разгроме Квантунской армии (1945).
- Заслуженный артист РСФСР (12.07.1958)[2].
- Народный артист РСФСР (1973).
- Орден Отечественной войны II степени (1985).

## Работы в театре
- «Гамлет» У. Шекспира — Гамлет
- «Двух капитанах» В. Каверина — Саня Григорьев
- «Битва в пути» по Г. Николаевой — Бахирев
- «Оптимистическая трагедия» Вс. Вишневского — Вожак

### Иркутский драматический театр
- «Ричард III» У. Шекспира — Ричард III
- «Волки и овцы» А. Островского — Беркутов
- «Власть тьмы» Л. Н. Толстого — Никита
- «Люди, которых я видел» С. Смирнова — капитан Громов
- «Совесть» Д. Павловой — Мартьянов
- «Физики и лирики» Я. Волчека — профессор Колчанов
- «Чти отца своего» В. Лаврентьева — Максим

### Калининский драматический театр

#### Актёр
- 1968 — «Последние» А. М. Горького — Яков
- 1968 — «Король Лир» Вильяма Шекспира — Лир
- 1972 — «Платон Кречет» А. Е. Корнейчука — Берест
- 1977 — «Емельян Пугачёв» В. Я. Шишкова — Пугачёв
- «Дело, которому ты служишь» Ю. Германа — Устименко
- "Гостиница «Астория» А. Штейна — Коновалов
- «Прощание славянки» В. Камянского — Князь Святослав
- «Энергичные люди» В. Шукшина — Аристарх
- «Эзоп» Г. Фигейредо — Эзоп
- «Шаги командора» В. Коростылева — А. С. Пушкин
- «Прощание славянки» В. Камянского — Святослав, Великий князь Киевский
- "Гостиница «Астория» А. Штейна — Коновалов
- «Иней на стогах» Л. Моисеева — Волобуев
- «Долги наши» Э. Володарского — Кругов
- "Интервью в Буэнос-Айресе"Г. Боровика — Карлос Бланко
- «Так и будет» К. Симонова — Воронцов
- «Дело, которому ты служишь» Ю. Германа — Устименко

#### Режиссёр
- 1968 — «Вызов богам» А. Далендика
- 1972 — «Царь Фёдор Иоаннович» А. К. Толстого

### Ленинградский театр имени Ленинского комсомола
- 1985 — «Процесс» Э. Манн по сценарию фильма «Нюрнбергский процесс» (постановка Г. Егорова, режиссёр В. Ветрогонов) — Карл Вик
- 1985 — «Тамада» А. Галина (постановка Г. Егорова, режиссёры И. Стручкова, В. Тыкке) — Волобуев
- 1986 — «НАМ — 50» Н. Голь и В. Тыкке (постановка Г. Егорова, режиссёры В. Ветрогонов, В. Голиков, И. Стручкова) — артист ТРАМа

## Фильмография
- 1981 — Дело Артамоновых (телеспектакль) — эпизод
- 1982 — Монт-Ориоль (телеспектакль) — дядюшка Ориоль
- 1984 — Убийце — Гонкуровская премия (телеспектакль) — Гюстав Мюи, букинист, жертва
- 1985 — Порох — эпизод
- 1986 — Революцией призванный (телеспектакль) — эпизод
- 2000 — Агент национальной безопасности 2 (2-я серия «Гордеев узел») — Гордеев
- 2001—2004 — Чёрный ворон — дядя Родя, коллекционер
- 2002 — Дневник убийцы — Максим Михайлович
- 2006 — Столыпин… Невыученные уроки — смотритель библиотеки